# Белавтосервис
МФК «Белавтосервис» — мини-футбольный клуб из Витебска. Образован в 1999 году. До сезона 2003/04 года представлял Новополоцк. Многократный призёр чемпионатов Беларуси.

## История
В высшей лиге чемпионата Беларуси выступал с сезона 1999/2000 по 2003/04.
| Сезон   | Лига | И  | В  | Н | П  | Г       | О  | Место  | Бомбардир               |
| ------- | ---- | -- | -- | - | -- | ------- | -- | ------ | ----------------------- |
| 1999/00 | Д1   | 26 | 12 | 1 | 13 | 114-102 | 37 | 9 (14) | Сергей Вильчинский — 23 |
| 2000/01 | Д1   | 26 | 19 | 5 | 2  | 148-79  | 62 | 2 (14) | Сергей Лагутко — 51     |
| 2001/02 | Д1   | 24 | 20 | 0 | 4  | 154-85  | 60 | 2 (13) | Сергей Лагутко — 73     |
| 2002/03 | Д1   | 26 | 21 | 1 | 4  | 152-81  | 64 | 2 (14) | Сергей Лагутко — 43     |
| 2003/04 | Д1   | 24 | 17 | 3 | 4  | 123-78  | 54 | 3 (13) | Сергей Лагутко — 29     |

## Достижения клуба
- Серебряный призёр чемпионата Беларуси (3): 2000/01, 2001/02, 2002/03
- Бронзовый призёр чемпионата Беларуси (1): 2003/04
- Финалист Кубка Беларуси (1): 2002/03